# Amenophia peltata
Amenophia peltata är en kräftdjursart som beskrevs av Boeck 1865. Amenophia peltata ingår i släktet Amenophia och familjen Thalestridae. Arten är reproducerande i Sverige. Inga underarter finns listade i Catalogue of Life.